# Moschea di Şemsi Pascià
La moschea di Şemsi Pascià è una moschea ottomana situata a Istanbul, in Turchia. Del complesso della moschea fa parte anche la Türbe del pascià per costruire la quale il granduca di Toscana inviò appositamente dei marmi nel 1584.